# Polskie nazwy miejscowości w Rumunii
Polskie nazwy miejscowości w Rumunii – nazwy miejscowości w Rumunii, które zgodnie z rumuńskim ustawodawstwem otrzymały odpowiedniki w języku polskim.
Miejscowości, w których mniejszości stanowią co najmniej 20% populacji, mają obok nazwy rumuńskiej również ustaloną urzędowo nazwę w języku mniejszości. Na terenie Bukowiny znajdują się skupiska Polaków, a 8 miejscowości zamieszkanych przez mniejszość polską spełnia warunek do posiadania nazwy w języku polskim.

## Lista miejscowości
| Nazwa rumuńska | Nazwa polska  | Położenie (gmina)    |
| -------------- | ------------- | -------------------- |
| Bulai          | Bulaj         | Moara                |
| Cacica         | Kaczyka       | Cacica               |
| Maidan         | Majdan        | Cacica               |
| Pleșa          | Plesza        | Mănăstirea Humorului |
| Poiana Micului | Pojana Mikuli | Mănăstirea Humorului |
| Runcu          | Runk          | Cacica               |
| Solonețu Nou   | Nowy Soloniec | Cacica               |
| Vicșani        | Wikszany      | Mușenița             |

W dwóch z tych miejscowości, Majdanie i Runku, poza mniejszością polską, ponad 20% mieszkańców stanowi również mniejszość ukraińska, dlatego te dwie miejscowości mają po trzy nazwy. Ukraińcy są w tych miejscowościach liczniejsi od Polaków, dlatego nazwy ukraińskie, Майдан i Рунк, są nazwami drugimi w kolejności (np. na znakach drogowych), a nazwy polskie trzecimi.